# Lista de capítulos de Beelzebub
O mangá Beelzebub escrito e ilustrado por Ryuhei Tamura, foi publicado pela editora Shueisha na revista Weekly Shōnen Jump. O primeiro capítulo de Beelzebub foi publicado em fevereiro de 2009 e a publicação encerrou em fevereiro de 2014 no capítulo 240, contando com 27 volumes, mais um volume 28 especial com extras publicados depois. Nesta página, os capítulos estão listados por volume, com seus respectivos títulos originais (volumes com seus títulos originais abaixo do traduzido e capítulos com seus títulos originais na coluna secundária).
No Brasil, é licenciado e publicado pela editora Panini desde setembro de 2012.

## Volumes 1~9
| - 1. Peguei o Rei Demônio - 2. Transformei-me um Líder de Gangue com uma Criança - 3. Bastardo Forte, Maldição do Mal - 4. Voo!! - 5. Planejada Para Ser a Mãe - 6. Que - 7. Pare de Lutar | - 1. 魔王ひろいました (Maō hiroimashita) - 2. 子連れ番長はじめました (Kozure Banchō Hajimemashita) - 3. 強くて凶悪でクソヤロー (Tsuyoku te Kyōaku de Kuso Yarō) - 4. FLY!! - 5. 母親になったつもりで (Hahaoya ni Natta Tsumoride) - 6. あれ (Are) - 7. ケンカやめます (Kenka Yamemasu) |

| - 8. Vem? Não Vem? - 9. Significa Ser Homem - 10. O Amor Começa - 11. Os Primeiros Passos no Parque - 12. O Rei Demônio Aborrecido Está Jogando - 13. O Homem e a Mulher que se Encontram Novamente - 14. A Segunda Reunião é um Destino Inevitável - 15. Furacão de Amor - 16. Duas Mulheres | - 8. 来る? 来ない? (Kuru? Konai?) - 9. 男は (Otoko wa) - 10. 恋がはじまる (Koi ga Hajimaru) - 11. 公園デビューします (Kōen Debyū Shimasu) - 12. ヒマをもてあました魔王の遊び (Hima o Moteamashita Maō no Asobi) - 13. 再びであった男と女 (Futatabi de Atta Otoko to Onna) - 14. 再びであったが百年目 (Futatabi de Atta ga Hyakunenme) - 15. 恋のハリケーん (Koi no Harikēn) - 16. 女2人 (Onna Futari) |

| - 17. Vocês São Imperdoáveis - 18. O Duelo - 19. A Conclusão - 20. Perda - 21. O Que Você Acha Quando Pensa Sobre o Verão? - 22. Não é um Homem Afinal - 23. Apresentação!! - 24. Sair - 25. Limpo e Refrescante | - 17. あなたは許さない (Anata wa Yurusanai) - 18. 決闘です (Kettō Desu) - 19. 決着です (Ketchaku Desu) - 20. 負け (Make) - 21. 夏といえばコレでしょう (Natsu to Ieba Kore Deshō) - 22. なかなか男じゃない (Nakanaka Otoko Janai) - 23. 登場!! (Tōjō!!) - 24. 出てゆけ (Dete Yuke) - 25. きれいさっぱりと (Kireisappari to) |

| - 26. Batalha - 27. Foi Muito Divertido - 28. O Médico Está Em - 29. O Que Eu Estava Pensando!? - 30. Junte-se a Nós - 31. Todos Montados - 32. Fogos de Artifício e Brigas São Especialidades dos Moradores de Ishiyama - 33. Qual Deles!? - 34. Este é o Pai | - 26. 戦い (Tatakai) - 27. 楽しかったぜ (Tanoshikattaze) - 28. 医者が来ました (Isha ga Kimashita) - 29. 何考えてんだ!? (Nani Kangaetenda!?) - 30. 仲間に入れて (Nakama ni Irete) - 31. 全員集合 (Zen'in Shūgō) - 32. 花火とケンカは石矢魔名物 (Hanabi to Kenka wa Ishiyama Meibutsu) - 33. どっち!? (Dotchi!?) - 34. 親はこっちです (Oya wa Kotchi Desu) |

| - 35. Não me Incomode - 36. Eu Ganhei - 37. O Melhor de Ishiyama - 38. No Fim do Verão - 39. A Solidão Montanhosa - 40. O Homem Velho Mais Forte - 41. Honmakai - 42. Ele Morreu - 43. Inimigos, Né? | - 35. 邪魔すんな (Jamasunna) - 36. 勝った (Katta) - 37. 石矢魔最強 (Ishiyama Saikyō) - 38. 夏のおわりに (Natsu no Owari ni) - 39. 山ごもりです (Yamagomori Desu) - 40. 最強の爺ちゃん (Saikyō no Jiichan) - 41. ほんまかい (Honmakai) - 42. アイツが死んだ (Aitsu ga Shinda) - 43. 敵だな (Teki Dana) |

| - 44. Angélica - 45. Cresça - 46. O Bebê Beel É Enorme!! - 47. O Fim da Nossa Aventura - 48. Sagrada Academia de Ishiyama - 49. Primeiras Férias de Verão - 50. Idiotas Não São Bons - 51. Quer Sair Comigo? Mais um Pouco? - 52. Batalha de "Espadas" | - 44. アンジェリカ (Anjerika) - 45. 大きくなれよ (Ōkikunareyo) - 46. ベル坊巨大化!! (Berubō Kyodaika!!) - 47. 冒険のおわり (Bōken no Owari) - 48. 聖石矢魔学園 (Sento Ishiyama Gakuen) - 49. 夏休みデビュー (Natsu Yatsumi Debyū) - 50. バカはダメよ (Baka wa Dame yo) - 51. ちょっとつき合って (Chotto Tsukiatte) - 52. 「刀」の戦い ("Katana" no Tatakai) |

| - 53. O Quiz - 54. Hajime Kanzaki - 55. Todos Vão Para Casa - 56. É um Confronto Completo - 57. Eu Não Te Conheço - 58. Homem que Vem Tarde - 59. Ele Finalmente Está Aqui - 60. O Mais Forte - 61. A Próxima Batalha É | - 53. クイズです (Kuizu Desu) - 54. 神崎 一 (Kanzaki Hajime) - 55. みんな帰ります (Minna Kaerimasu) - 56. 全面対決です (Zenmen Taiketsu Desu) - 57. てめーなんて知らねー (Temē Nante Shiranē) - 58. 遅れてきた男 (Okuretekita Otoko") - 59. あの人が来た (Ano Hito ga Kita) - 60. 最強 (Saikyō) - 61. 次の戦いは (Tsugi no Tatakai wa) |

| - 62. Vôlei Peitinho - 63. Vôlei ou Morte - 64. Você é o Capitão? - 65. O Que Estou Fazendo!? - 66. Eu Não Te Conheço 2 - 67. Oga VS Miki!! - 68. Oga VS Toujou! - 69. Sagrado Festival de Ishiyama - 70. Jogo de Vôlei | - 62. おっぱいバレー (Oppai Barē) - 63. バレーか死か (Barē ka Shi ka) - 64. てめーがキャプテン (Temē ga Kyaputen) - 65. 何やってんだ!? (Nani Yattenda!?) - 66. てめーなんて知らねー2 (Temē Nante Shiranē 2) - 67. 男鹿VS三木!! (Oga VS Miki!!) - 68. 男鹿VS東条! (Oga VS Tōjō!) - 69. 聖石舞祭 (Sento Ishi Busai) - 70. バレーボール勝負!! (Barēbōru Shōbu!!) |

| - 71. Arma Secreta!? - 72. Eu Não Permitirei que Seja Este Final!! - 73. O Homem Que Veio Destruir - 74. Eu Posso Suportar Isso? - 75. Costas com Costas - 76. O Rei Demônio Chegou - 77. Um Novo ____ - 78. Zenjūrō Saotome - 79. Não Sou Seu Inimigo | - 71. 秘密兵器!? (Himitsu Heiki!?) - 72. 終わらせない!! (Owarasenai!!) - 73. ぶっ壊しにきた男 (Bukkowashi ni Kita Otoko) - 74. ガマンできる? (Gaman de Kiru?) - 75. 背中合わせ (Senaka Awase) - 76. 魔王が来たりて (Maō ga Kitarite) - 77. 新しい〇〇です (Atarashii ____ Desu) - 78. 早乙女 禅十郎 (Saotome Zenjūrō) - 79. 敵じゃないよ (Teki ja Nai yo) |

## Volumes 10~18
| - 80. Eles Chegaram - 81. Destruir a Humanidade - 82. Os Irmãos Chorões - 83. Pilar Divisor de Behemoth - 84. Confronto!! - 85. Um Demônio? Não é um Demônio? - 86. Morrerão - 87. Eu Nunca Esperei que Isso Acontecesse - 88. Isso me Irrita | - 80. 来ました (Kimashita) - 81. 人間滅ぼす (Ningen Horobosu) - 82. 泣きむし兄弟 (Nakimushi Kyōdai) - 83. ベヘモット柱師団 (Behemotto Chūshidan) - 84. 対決!! (Taiketsu!!) - 85. 悪魔? 悪魔じゃあい? (Akuma? Akuma ja Nai?) - 86. 死でしまいます (Shinde Shimaimasu) - 87. こんなの予想外 (Konna no Yosōgai) - 88. ムカつく (Mukatsuku) |

| - 89. Eu Sou Tão Fraco - 90. A Formação!! - 91. A Solidão Montanhosa 2 - 92. Pedra e Força de Vontade - 93. Demônio de XX - 94. Se o Segredo Está Fora, Isso é Mais - 95. O Príncipe Surfando - 96. Combinar o Jogo de Videogame - 97. O Fim da Guerra 4 | - 89. オレって弱い (Orette Yowai) - 90. ザ•修業!! (Za Shugyō!!) - 91. 山ごもりです2 (Yamagomori Desu 2) - 92. 石と気力 (Ishi to Kiryoku) - 93. 悪魔のXX (Akuma no XX) - 94. (秘密が外にある場合、それが終わる (Himitsu ga Soto ni Aru Baai, Sore ga Owaru) - 95. サーフィン王子 (Sāfin Ōji) - 96. ビデオゲームマッチ (Bideogēmumatchi) - 97. 戦争の終わり4 (Sensō no Owari Yon) |

| - 98. Eu Não Vou Deixar Meu Orgulho! - 99. Trapaça?! - 100. Sigam o Beel, Por Favor! - 101. Fim de Jogo - 102. Te Achei! - 103. O Que Eles Vão Fazer na Próxima Porta!? - 104. A Irritação de Hilda! - 105. Os Demônios Voltaram - 106. A Luta de Oga | - 98. 私はプライドを捨ててよ! (Watashi wa Puraido o Sutete yo!) - 99. カンニング?! (Kan'ningu?!) - 100. ベビーベルに従ってください! (Bebīberu ni Shitagatte Kudasai!) - 101. ゲームオーバー (Gēmuōbā) - 102. あなたを見つけた! (Anata o Mitsuketa!) - 103. あなたが隣に何をしますか? (Anata ga Tonari ni Nani o Shimasu ka?) - 104. ヒルダは壊したんだ! (Hiruda wa Kowashita'nda!) - 105. 悪魔は戻っている (Akuma wa Modotte Iru) - 106. 男鹿の戦い (Oga no Tatakai) |

| - 107. Eu Sou... - 108. Time Super Milk - 109. O Fim da Batalha!? O Começo!? - 110. Caso Encerrado! Eu Acho - 111. Troca de Corpos - 112. Como o Oga - 113. Luta de Gatos - 114. A Batalha das Caudas Vermelhas - 115. Kunieda e Aquele Cara | - 107. 私は... (Watashi wa...) - 108. スーパーミルクタイム (Sūpā Miruku Taimu) - 109. 戦いの終わり?スタート? (Tatakai no Owari? Sutāto?) - 110. ケースはクローズ!私は思います (Kēsu wa Kurōzu! Watashi wa Omoimasu) - 111. 体交換 (Karada Kōkan) - 112. 男鹿として (Oga Toshite) - 113. ネコのけんか (Neko no Kenka) - 114. 赤い尾の戦い (Akai o no Tatakai) - 115. 国枝とその男 (Kunieda to Sono Otoko) |

| - 116. Ishiyama é Reconstruída - 117. As Boas Vindas - 118. Vamos nos Infiltrar na Academia Akumano - 119. O Time de Invasão Contra Agiel - 120. General do Exército - 121. Jogo - 122. Time de Estrelas - 123. Akumano: Zero Hora - 124. Ilha da Decapitação | - 116. イシヤマは再構築 (Ishiyama wa Sai Kōchiku) - 117. 挨拶 (Aisatsu) - 118. のは、悪魔の学院に潜入しないみよう! (No wa, Akuma no Gakuen ni Sen'nyū Shinai Miyō!) - 119. あげる対襲撃パーティー (Ageru Tai Shūgeki Pātī) - 120. 陸軍元帥 (Rikugun Gensui) - 121. ゲーム (Gēmu) - 122. オールスターチーム (Ōrusutāchīmu) - 123. 悪魔野HR (Akumano Hōmurūmu) - 124. 断頭島 (Dantō-tō) |

| - 125. Suiten Ikaru - 126. Contra os Cidadãos - 127. Campo (de Batalha) de Treinamento - 128. Nazuna e Zen - 129. As Babás Capturadas - 130. Oga Volta pra Casa - 131. Eu Sou Horrível em Matemática - 132. O Rei e Eu - 133. Comecem - 134. Batalha de Garotas - Omake. O Canto de Beel é uma Obra-prima | - 125. スイーテンいかる (Suiten Ikaru) - 126. 対市民 (Tai Shimin) - 127. フィールド（バトル）の訓練 (Fīrudo (Batoru) no Kunren) - 128. なずなと禅 (Nazuna to Zen) - 129. 捕捉湿式看護師 (Hosoku Shisshiki Kankoshi) - 130. 男鹿は自宅を返します (Oga wa Jitaku o Kaeshimasu) - 131. 算数は苦手 (Sansū wa Nigate) - 132. 王と私 (Ō to Watashi) - 133. ファイト (Faito) - 134. 女の子が戦い (On'nanoko ga Tatakai) - Omake. バブルンの傑作コーナー (Baburu n no Kessaku Kōnā) |

| - 135. Jogo - 136. General do Exército - 137. VS Jabberwock - 138. O Rei Demônio Pai - 139. Tatsumi-san - 140. Vamos Recuperar Suas Memórias! - 141. A Babá com Amnésia - 142. O Beijo do Príncipe - 143. Jovem Chefe | - 135. ゲーム (Gēmu) - 136. 総大将 (Sōdaishō) - 137. VSジャバウぉック (VS Jabawokku) - 138. 魔王のお父さん (Maō no Otōsan) - 139. たつみさん (Tatsumi-san) - 140. 記憶を取り戻すのダッ！ (Kioku o Torimodosu no Da!) - 141. 記憶喪失の侍女悪魔 (Kiokusōshitsu no Jijo Akuma) - 142. 王子のくちづけ (Ōji no Kuchizuke) - 143. 若 (Waka) |

| - 144. Futaba-chan - 145. Quicar Pedras na Água - 146. Vamos Numa Viagem Escolar! - 147. O Fortão Criador de Criança numa Viagem Escolar - 148. Izou Aiba - 149. Chiyo Aiba - 150. Churai - 151. Tempestade de Amor - 152. Perdidas | - 144. 二葉ちゃん (Futaba-chan) - 145. 水切り (Mizukiri) - 146. 修学旅行に行くのダッ！(Shūgakuryokō ni Iku no Da!) - 147. 子連れ番長in修学旅行 (Kozure Banchō in Shūgakuryokō) - 148. 哀場 猪蔵 (Aiba Izō) - 149. 哀場 千夜 (Aiba Chiyo) - 150. ちゅらい (Churai) - 151. 恋の嵐 (Koi no Arashi) - 152. まいご (Maigo) |

| - 153. General - 154. O Confronto Entre os Fortões Criadores de Criança - 155. A viagem Escolar Acabou!! - 156. O Bebê Motorista - 157. Vamos para um Show de Heróis!! - 158. Vamos Participar de um Show de Heróis!! - 159. A Conclusão do Show de Heróis!! - 160. Mensagem de Vídeo - 161. San Marx, Academia Particular de Artes | - 153. 大将 (Taishō) - 154. 子連れ番長対決 (Kozure Banchō Taiketsu) - 155. 修学旅行おしまい!! (Shūgakuryokō Oshimai!!) - 156. 赤ちゃんドライバー (Akachan Doraibā) - 157. ヒーローショーに行くのダ!! (Hīrōshō ni Iku no Da!!) - 158. ヒーローショーに出るのダ!! (Hīrōshō ni Deru no Da!!) - 159. ヒーローショー決着!! (Hīrōshō Kecchaku!!) - 160. ビデオレター (Bideo Retā) - 161. 私立サンマルクス修道学院 (Shiritsu San Marukusu Shūdō Gakuin) |

## Volumes 19~28
| - 162. Combate Livre - 163. Queda - 164. Lugar Desagradável - 165. Regente - 166. Sua Mãe - 167. O Homem por Quem me Apaixonei - 168. A Noiva - 169. Furuichi em Pânico - 170. A Graduação de Mob-ichi!? | - 162. 飛び入りファイター (Tobiiri Faitā) - 163. 仲間割れ (Nakamaware) - 164. 嫌なところ (Iyana Tokoro) - 165. リーゼント (Rīzento) - 166. 母君 (Hahagimi) - 167. 惚れた男 (Horeta Otoko) - 168. 婚約者 (Fianse) - 169. 古市パニック (Furuichi Panikku) - 170. モブ市卒業!? (Mobu-ichi Sotsugyō!?) |

| - 171. Furuichi VS Shinki!! - 172. Furuichi VS Toujou - 173. Oga VS Furuichi - 174. Tatsumi-kun e Takachin - 175. Já é Tão Forte - 176. A Estação Já é de Inverno - 177. O Natal Está Chegando!! - Parte 1 - 178. O Natal Está Chegando!! - Parte 2 - 179. As Cortinas se Abrem! O Santo Enviado do Natal!! | - 171. 古市VS神姫!! (Furuichi VS Shinki!!) - 172. 古市VS東条 (Furuichi VS Tōjō) - 173. 男鹿VS古市 (Oga VS Furuichi) - 174. たつみ君とたかちん (Tatsumi-kun to Takachin) - 175. 強えじゃねーか (Tsuee Janē ka) - 176. 季節はもう冬 (Kisetsu wa Mō Fuyu) - 177. クリスマスがやって来るのダ!! その① (Kurisumasu ga Yattekuru no Da!! - Sono 1) - 178. クリスマスがやって来るのダ!! その② (Kurisumasu ga Yattekuru no Da!! - Sono 2) - 179. 開幕!聖セントX'mas!! (Kaimaku! Sento-sento X'mas!!) |

| - 180. O Começo do Torneio!! - 181. Confronto! O Casal Mais Forte!! - 182. Batalha Dura!! Os 8 Melhores - 183. O Confronto de Ishiyama!! - 184. Semifinal! VS Toujou! - 185. A Batalha Final de Natal!! (1) - 186. A Batalha Final de Natal!! (2) - 187. O Teste do Papai! - 188. O Covil da Ressurreição | - 180. トーナメントが始まるのダ!! (Tōnamento ga Hajimaru no da!!) - 181. 対決!最強夫婦!! (Taiketsu! Saikyō Fūfu!!) - 182. 激戦!!ベスト8 (Gekisen!! Besuto 8) - 183. 石矢魔対決!! (Ishiyama Taiketsu!!) - 184. 準決勝!VS東条! (Junkesshō! VS Tōjō!) - 185. X'mas最終決戦!!① (X'mas Saishū Kessen!! (1)) - 186. X'mas最終決戦!!② (X'mas Saishū Kessen!! (2)) - 187. お試しダッ! (Otameshi Daa!) - 188. 復活の魔窟 (Fukkatsu no Makutsu) |

| - 189. Oh! Minha Beringela - 190. Os Seis onde a Sorte Bateu - 191. Quem Vai Derrotar o Oga? - 192. É Exatamente a Minha Intenção - 193. VS o Grupo Poltergeist!! - 194. O Contra-ataque de Kanzaki - 195. Troca de Pais!! - 196. O Peso dos Punhos Dele - 197. Isso é Mal? | - 189. OH!MYナスビ (Oh! My Nasubi) - 190. 殺六縁起 (Satsuriku Engi) - 191. 誰が獲るんだ男鹿の首 (Dare ga Toru'nda Oga no Kubi) - 192. そのつもりダッツの (Sono Tsumori Dattsu no) - 193. VS騒霊組!! (VS Sōrei-gumi!!) - 194. 逆襲の神崎 (Gyakushū no Kanzaki) - 195. お父さんスイッチ!! (Otō-san Suitchi!!) - 196. 拳の重さ (Kobushi no Omo-sa) - 197. まずかね? (Mazu ka ne?) |

| - 198. Confronto entre Novos e Antigos!! Red Tail - 199. Pegue Ela - 200. A Líder da 3ª Geração - 201. A Rainha Dança - 202. O Selo do Rei para Idiotas - 203. O Topete Traidor - 204. A Técnica de Captura - 205. Furuichi Usa o Poder de Hecados - 206. Discípulo Mais Velho! | - 198. 新旧激突!!烈怒帝瑠 (Shinkyū Gekitotsu!! Reddo Teiru) - 199. やっちまえよ (Yatchimae yo) - 200. 3代目総長 (3-daime Sōchō) - 201. クイーン、舞う (Kuīn, Mau) - 202. よく分かる王臣紋 (Yoku Wakaru Ōshinmon) - 203. 裏切リーゼント (Uragi Rīzento) - 204. 囚われの智将 (Toraware no Chishō) - 205. ヘカドスの威を借る古市 (Hekadosu no I o Karu Furuichi) - 206. 兄弟子! (Ani Deshi!) |

| - 207. É Você que Vai Morrer - 208. Fruruichi Morre!!? - 209. Touhoushin(ki) - 210. Eu Não Tenho Isso - 211. Toujou-sama de Tênis - 212. O Homem Menos Associável - 213. Takamiya e Lúcifer - 214. Florescer - 215. O Beel Sumiu | - 207. 死ぬのはてめーだ (Shinu no wa Temē Da) - 208. 古市死す!!? (Furuichi Shisu!!?) - 209. 東邦神‹姫› (Tōhōshin‹ki›) - 210. ねーよ そんなもん (Nē yo Son'na Mon) - 211. テニスの東条様 (Tenisu no Tōjō-sama) - 212. 似合わねー男 (Niawanē Otoko) - 213. 鷹宮とルシファー (Takamiya to Rushifā) - 214. 開花 (Kaika) - 215. 消えたベル坊 (Kieta Beru Bō) |

| - 216. Dadadada Dash!! - 217. Traidor Desgraçado - 218. Xeque-mate - 219. Escolha Absurda!! - 220. A Cúpula de Ishiyama - 221. Adeus!? Furuichi!! - 222. Luta Interior!! Furuichi Triplo - 223. Mesmo com 3 Deles, o Furuichi é Idiota - 224. O Caranguejo e a Piada | - 216. ダダダダダッシュ!! (Dadadada Dasshu!!) - 217. クソ裏切り野郎 (Kuso Uragiri Yarō) - 218. チェックメイト (Chekkumeito) - 219. 不合理上等!! (Fugōri Jōtō!!) - 220. 石矢魔のてっぺん (Ishiyama no Teppen) - 221. さらば!?古市!! (Saraba!? Furuichi!!) - 222. 迫撃!!トリプル古市 (Hakugeki!! Toripuru Furuichi) - 223. 3人寄っても古市はバカ (Sannin Yottemo Furuichi wa Baka) - 224. 蟹とたわむる (Kani to Tawamuru) |

| - 225. Japonês de Merda!! - 226. O Quão Distante Tá a Casa da Mamãe? - 227. Um Verdadeiro Bandido - 228. Capitão Fuck - 229. Papai, Filho, Mamãe e... - 230. A Mamãe Sempre se Preocupa - 231. Foi Divertido - 232. De Volta à Ishiyama - 233. Ishiyama, a Montanha de Pedras | - 225. ファッキンジャップ!! (Fakkin Jappu!!) - 226. 母を訪ねて何千里? (Haha o Tazunete Nan Senri?) - 227. 本場のヤンキー (Honba no Yankī) - 228. ファック様だ (Fakku Samada) - 229. 父と子と母と (Chichi to Ko to Haha to) - 230. お母さんわ心配性 (Okā-san wa Shinpaishō) - 231. 楽しかったぜ (Tanoshikatta ze) - 232. バック トゥ石矢魔 (Bakku Tu Ishiyama) - 233. 石矢魔石だらけ (Ishiyama Ishi Darake) |

| - 234. Apenas um Monstro - 235. Contagem Regressiva - 236. Por Favor, Pare - 237. Vou Ter que Mostrar - 238. O Ataque Final - 239. Zebul Finisher - 240. Abeus-babu!! Colegial Ishiyama - Especial 1. Eu Tenho uma Disputa - Especial 2. Pepino - Especial 3. Gohan-kun | - 234. ただの化物 (Tada no Bakemono) - 235. カウントダウン (Kaunto Daun) - 236. いい加減にして (Īkagen'ni Shite) - 237. しょーがねーから (Shō ga Nē kara) - 238. 最後の一撃 (Saigo no Ichigeki) - 239. ゼブルフィニッシャー (Zeburu Finisshā) - 240. グッドバブ!!石矢魔高校 (Guddo-babu!! Ishiyama Kōkō) - 番外編①. ケンカしちゃいました (Kenka-shi Chaimashita) - 番外編②. かっぱ (Kappa) - 番外編③. ごはんくん (Gohan-kun) |

| - Extra 1. Dá para fazer 100 amigos? - Extra 2. Ebaaa ♥ Ishiyama Toda na Praia! - Extra 3. O Diário dos Garotos de Ishiyama à Deriva no Mar - Extra 4. O Herói Furuichi - Extra 5. O Amor Florece na Estação das Despedidas!! - Extra 6. Pai e Filho | - ex 1. 友達100人出来るかな? (Tomodachi Hyaku Nin Dekiru ka na?) - ex 2. ドキッ♥石矢魔だらけの海水浴場! (Dokii ♥ Ishiyama Darake no Kaisui Yokujō!) - ex 3. 石矢魔少年漂流記 (Ishiyama Shōnen Hyōryūki) - ex 4. 古市・ザ・ヒーロー (Furuichi za Hīrō) - ex 5. 別れの季節に恋は咲く!! (Wakare no Kisetsu ni Koi wa Saku!!) - ex 6. 親と子 (Oya to Ko) |